# Frans Van den Bergh
Frans Antoon baron Van den Bergh (Merksplas, 1 mei 1914 - Turnhout, 21 oktober 1990) was een Belgisch ondernemer en bestuurder.

## Levensloop
Van den Bergh, stamvader van het geslacht Van den Bergh, was de oprichter (1945) van sigarenfabrikant Alto te Turnhout. 
In 1961 werd Van den Bergh voorzitter van de directieraad van Janssen Pharmaceutica, een mandaat dat hij zou uitoefenen tot 1980 toen hij werd opgevolgd door Luc Wauters. Hij leidde er onder meer samen met Paul Janssen de onderhandelingen met Johnson & Johnson die resulteerden in de overname van het farmaceutisch bedrijf in 1961. Ook was hij degene die de naam Janssen Pharmaceutica voor het bedrijf voorstelde.
Tevens was Van den Bergh voorzitter van het Verbond van Belgische Ondernemingen (VBO) van 1978 tot 1981. Hij volgde in deze hoedanigheid Roger Van der Schueren op, zelf werd hij opgevolgd door Daniel Janssen. 
Voorts was hij bestuurder bij Tabacofina, GTE-ATEA, De Tijd en het Studiecentrum voor Kernenergie.
Frans Van den Bergh werd in 1983 opgenomen in de erfelijke adel, met de persoonlijke titel van baron.  Hij was gehuwd en had zes kinderen.